# Horohoro (Nouvelle-Zélande)
Horohoro est une localité agricole du centre de l’île du Nord de la Nouvelle-Zélande.

## Situation
Elle est localisée à 15 km au sud-ouest de la ville de Rotorua.

## Géographie
Horohoro est un élément majeur du paysage de la région de Rotorua : une montagne au sommet plat avec des falaises perpendiculaires.
C’est le domicile traditionnel de l’iwi des Ngāti Kea Ngāti Tuarā (en), dont les ancêtres relataient un incident au cours duquel Kahumatamomoe, le chef des Te Arawa, se lava les mains dans le cours d’eau à l’extrémité nord de la montagne Horohoro

## Installations
La ville de Horohoro a deux marae appartenant aux Ngāti Kea Ngāti Tuarā (en):
- le marae Kearoa et sa maison de rencontre
- et le marae de Rongomaipapa et sa maison de rencontre nommée Maruahangaroa  (qui est aussi en relation avec l’iwi des Ngāti Kahungunu[2].

## Histoire
Ce fut l’une des premières zones définies dans le travail de Apirana Ngata en 1929 : sur le schéma de développement des terres, qui établit le droit des fermes sur les terres des Māori .

## Toponymie
Le nom complet de Horohoro est «Te horohoroinga o-ngā-ringaringa-a-Kahumatamomoe», nom donné d’après un incident au cours duquel l’explorateur Maori:Kahumatamomoe (en) fut lavé par le prêtre après avoir touché le cadavre d’un chef important.

## Éducation
- L’école d’Horohoro est une école publique, mixte, d’état, assurant le primaire , allant des années 1 à 8 [5] avec un effectif de 56 élèves en mars 2020[6]